# Tetramorium urbanii
Tetramorium urbanii är en myrart som beskrevs av Bolton 1977. Tetramorium urbanii ingår i släktet Tetramorium och familjen myror. Inga underarter finns listade i Catalogue of Life.